# 乌金猪
乌金猪为中国的地方猪品种之一。
乌金猪原产于乌蒙山和大小凉山地区。乌金猪在云南、贵州、四川各地有不同的称呼，如可乐猪（贵州省赫章县可乐彝族苗族乡，又称柯乐猪）、法地猪（贵州省威宁县）、大河猪（云南省富源县大河镇、营上镇）、昭通猪（云南省昭通市）、凉山猪（四川省）等。而可乐猪与法地猪、朱昌猪（毕节市）、台沙猪（水城区）、张维猪（纳雍县）、坪地猪（盘州市）、百纳猪（大方县）、黔西猪（黔西南布依族苗族自治州）及安洛猪（金沙县）又属同种异名。
乌金猪有黑色和棕黄色两种毛色。
1976年，云、贵、川三省联合调查将不同地区的类群统称为乌金猪。1986年，乌金猪收录于《中国猪品种志》。